# 分率座標

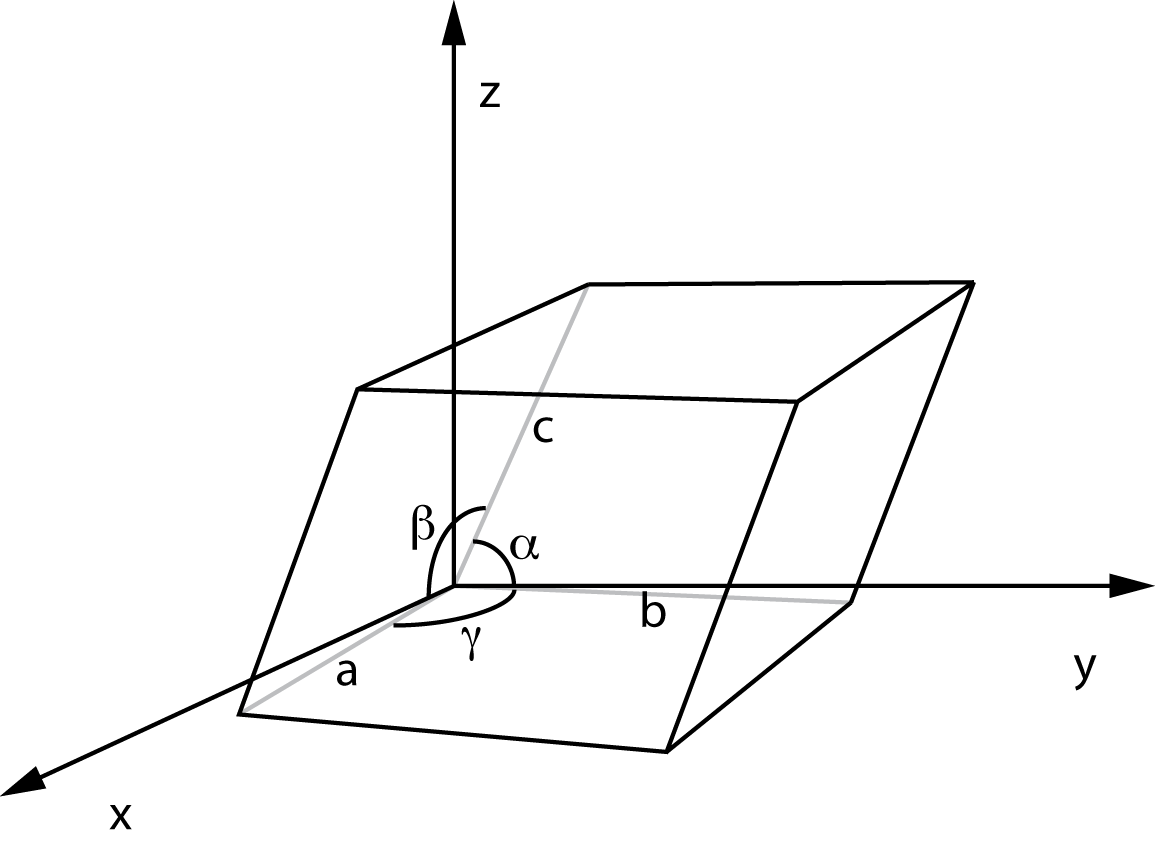
長さa, b, cおよび角度 α, β, γを持つ平行六面体を用いた単位格子の定義

結晶学において、分率座標系（ぶんりつざひょうけい、英: fractional coordinate system）は、座標系の一つであり、単位格子のへりが原子核の位置を記述するための基底ベクトルとして用いられる。部分座標、規格化座標、原子座標とも呼ばれる。単位格子はそのへりa、b、cとそれらの間の角度α、β、γによって定義される平行六面体である。

## デカルト座標への変換
分率座標からオングストローム (Å) 単位の直交座標へ戻すには、以下に示す演算行列を分率座標に掛ける。
{\displaystyle {\begin{bmatrix}x\\y\\z\\\end{bmatrix}}={\begin{bmatrix}a&b\cos \gamma &c\cos(\beta )\\0&b\sin \gamma &c(\cos \alpha -\cos \beta \cos \gamma )/\sin \gamma \\0&0&cv/\sin \gamma \\\end{bmatrix}}{\begin{bmatrix}x_{\text{frac}}\\y_{\text{frac}}\\z_{\text{frac}}\\\end{bmatrix}}}
ここで、a, b, c, α, β, γ は単位格子パラメータである。また vは以下のように定義される単位平行六面体の体積である。
{\displaystyle v={\sqrt {1-\cos ^{2}\alpha -\cos ^{2}\beta -\cos ^{2}\gamma +2\cos \alpha \cos \beta \cos \gamma }}}
α=γ=90°、β>90°である単斜格子の特別な場合では、
{\displaystyle {\begin{aligned}x&=ax_{\text{frac}}+cz_{\text{frac}}\cos \beta \\y&=by_{\text{frac}}\\z&=cvz_{\text{frac}}=cz_{\text{frac}}\sin \beta \end{aligned}}}
となる。

## デカルト座標からの変換
デカルト座標から分率座標へは以下のように変換できる。
{\displaystyle {\begin{bmatrix}x_{\text{frac}}\\y_{\text{frac}}\\z_{\text{frac}}\\\end{bmatrix}}={\begin{bmatrix}1/a&-\cos \gamma /a\sin \gamma &(\cos \alpha \cos \gamma -\cos \beta )/av\sin \gamma \\0&1/b\sin \gamma &(\cos \beta \cos \gamma -\cos \alpha )/bv\sin \gamma \\0&0&\sin \gamma /cv\\\end{bmatrix}}{\begin{bmatrix}x\\y\\z\\\end{bmatrix}}}

## サポートするファイル形式
- CPMD input
- CIF